# Обелерио, Антенорео
Антенорео Обелерио (умер в 831) — 9-й венецианский дож (804—809).

## Биография
После того как дожами были два представителя семейства Гальбайо, в 804 году семейству Обелерио удалось прервать создание наследственной монархии и выдвинуть в дожи Антенорео Обелерио. При нем Венеция попыталась войти в состав государства Франков на правах расширенной автономии. В 805 году он посетил Аахен и женился на франкской поданной. Однако, вскоре когда Карл Великий потребовал от Венеции рекрутов, кораблей и денег в войне против Далмации, он получил отказ. Карл Великий атаковал Венецию. Это побудило город, в свою очередь, перейти на другую сторону и поддержать греческий флот в борьбе с франками. В целях политического компромисса правящие круги Венеции избрали дожем Аньелло Партечипацио, который руководил все это время обороной города. Обелерио ушёл со своего поста в 809 году. Прожив в изгнании в Константинополе, вернулся в 829 году с целью государственного переворота. После был арестован дожем Джованни Партечипацио и обезглавлен в 831 году.